# Atelopus walkeri
Atelopus walkeri е вид жаба от семейство Крастави жаби (Bufonidae). Видът е критично застрашен от изчезване. Видът е ендемичен за Колумбия и естествените му местообитания са субтропични или тропически влажни планински гори и реки.

## Разпространение
Разпространен е в Колумбия.

## Описание
Популацията на вида е намаляваща.